# Dulcimer
El dulcimer (del llatí dulcis, dolç; i del grec melos, melodia o cançó) és un instrument musical medieval de percussió pertanyent a la família de les cítares. Consta d'un nombre variable de cordes, generalment dobles, afinades diatònicament i percudides amb dos martells (o baquetes), les quals reposen sobre uns ponts de fusta (generalment dos) situats damunt d'una gran caixa de ressonància amb forma de trapezi. Actualment, aquest instrument és tocat en petites regions, majoritàriament dins la música folklòrica del Regne Unit i dels Estats Units.

## Afinació

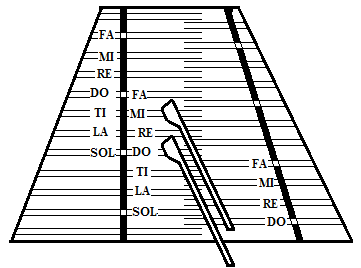
Exemple visual de l'afinació per quintes del dulcimer

El dulcimer, generalment, consta de dos ponts: el pont agut, a l'esquerra de la caixa de ressonància; i el pont greu, a la dreta. Mentre el pont greu només es pot tocar a la part esquerra, el pont agut es pot tocar als dos costats. Cada tres ordres, es va repetint la seqüència 2M-2M-2m, inici de la qual està marcada al propi dulcimer per tal d'ajudar a l'intèrpret a orientar-se dins l'instrument. Aquestes marques són, generalment, blanques. De dreta a esquerra, el dulcimer està afinat per quintes justes, provocant així algunes notes repetides en diferents posicions dins una mateixa octava.
Els dulcimers poden tenir una gran diversitat de mides diferents, els quals s'identifiquen pel nombre d'ordres que tingui en cada un dels ponts. D'aquesta manera, un instrument 12/11, per exemple, tindrà 12 ordres al pont agut i 11 al greu, i un 15/14 en tindrà 15 a l'agut i 14 al greu. Aquestes dues mides són les més comunes, i tindran dues octaves i mitja i tres, respectivament.

### Les escales en el dulcimer
Una de les raons per les quals el dulcimer té aquest tipus d'afinació és la facilitat a l'hora de realitzar escales i de transportar melodies en altres tonalitats. Per a poder construir una escala major, l'intèrpret de dulcimer haurà tocar consecutivament totes les notes inscrites dins el rectangle que formen quatre dels ordres marcats. Per a fer-ho partirà de qualsevol ordre marcat, i tocarà quatre notes consecutives cap a dalt, fins a arribar a la següent marca. Després, farà un bot a la marca situada a l'esquerra de l'ordre amb el que s'ha iniciat, i tornarà a tocar notes consecutives fins al següent ordre marcat, que estarà afinat a un àmbit d'octava respecte a la corda percudida a l'inici, tal com es mostra en la imatge.

## Història

### Origen

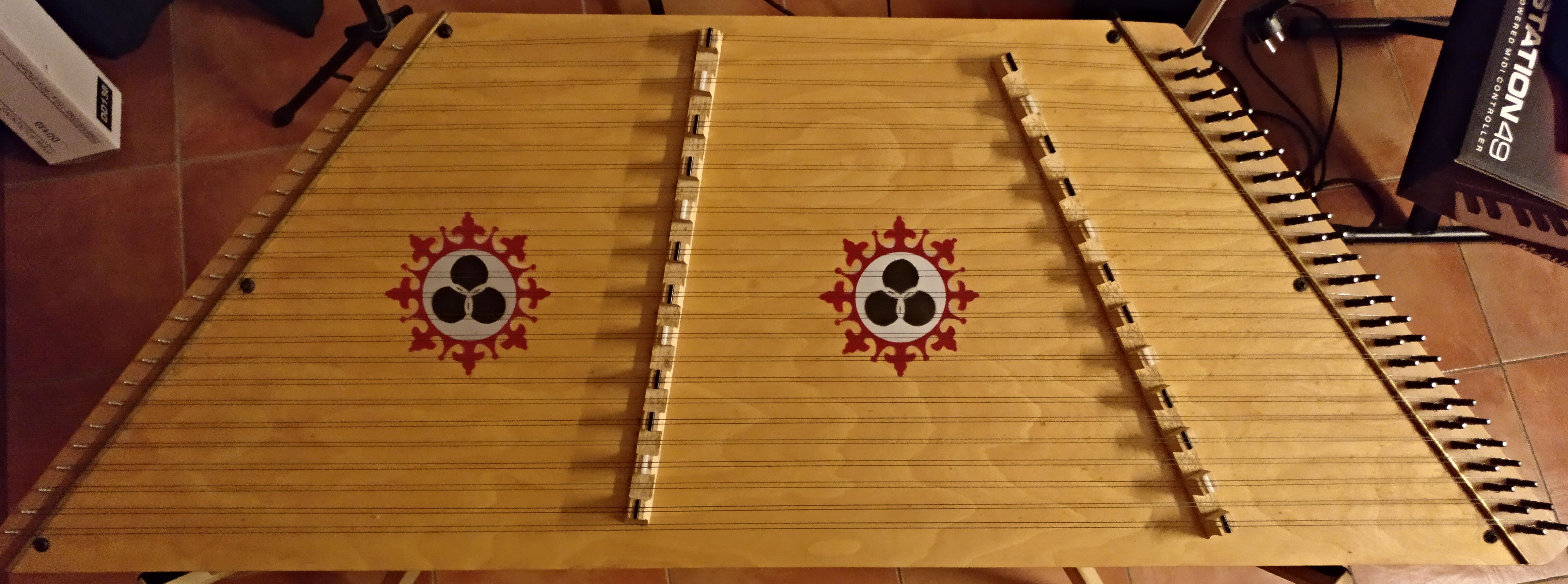
Dizzi Signature Dulcimer construït per Tim Manning

A causa de l'antiguitat del dulcimer, la poca informació que se'n té d'abans de la meitat segle xv i la gran quantitat d'instruments dins la família de les cítares que hi ha repartits arreu del món i que constantment es confonen entre elles, és molt complicat tenir una idea clara sobre on, com i quan va aparèixer, així com dels seus primers anys d'existència. Tot i així, podem destacar dues teories predominants: una que afirma que el dulcimer prové de l'Orient Mitjà i una altra que refuta i nega aquesta idea; la primera difosa popularment i la segona creada i defensada per l'americà David Kettlewell.

#### Teoria popular
Aquesta teoria defensa que el dulcimer té el seu origen a l'Orient Mitjà, concretament en el santur persa, el qual va arribar a l'Europa Occidental en algun punt de l'edat mitjana. Allà, anà evolucionant de diferent manera en distintes zones, donant lloc a diversos instruments de la mateixa família, com el Hackbrett a l'actual Alemanya, el Címbal a Hongria o el dulcimer al Regne Unit, entre molts d'altres.
Tot i ser la proposta més estesa i creguda per més gent, es fonamenta sobretot en algunes pàgines i articles poc rigorosos, i es basa generalment en suposicions o hipòtesis no comprovades, sense cap base sòlida ni estudi que les recolzi, exceptuant una font iconogràfica del segle xii que tractarem al següent punt.

#### Teoria de David Kettlewell
Al contrari que la teoria popular, la de David Kettlewell sí té una investigació i estudi rigorós al darrere: la seva pròpia tesi doctoral. En ser una de les fonts més completes sobre el dulcimer, ha servit com a base per a les investigacions d'estudiosos posteriors, així com a referència per a molts intèrprets i constructors actuals d'aquest instrument. Kettlewell, entre altres coses, fa un repàs dels nombrosos documents i referències històriques del dulcimer, establint com a definició un instrument amb forma de trapezi i cordes paral·leles a la caixa de ressonància, rebutjant així la visió d'anteriors estudis que veien al saltiri medieval com un sinònim de dulcimer. Amb això conclou que la primera referència clara i inequívoca d'un dulcimer data del segle xii, i apareix tallada en marfil en la portada d'un llibre fet a la ciutat de Constantinoble per a Melisenda de Jerusalem, esposa de Folc V d'Anjou, Rei de Jerusalem. La portada del llibre mostra sis escenes del Rei David, en una de les quals hi apareix tocant un instrument que concorda amb les característiques físiques del dulcimer. Aquesta font és usada nombroses vegades per a afirmar l'origen persa del dulcimer, però Kettlewell ho refuta recolzant-se en la dificultat de trobar la data i origen exacte de les talles de marfil, degut al seu constant moviment com a regals o mercaderies i l'intercanvi cultural entre les dues regions implicades. A més, defensa diversos detalls en els gravats que indiquen una gran influència occidental, com l'aspecte de les armadures que hi apareixen.

### Eldulce melosalseglexv

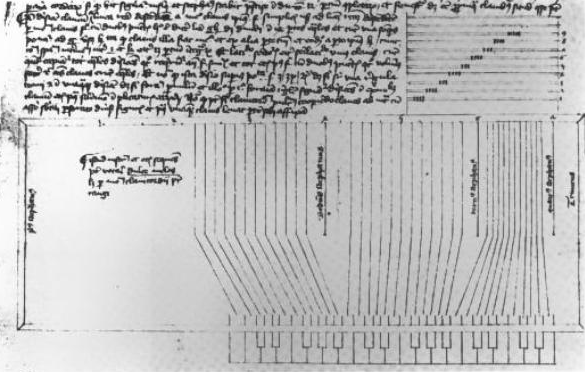
Diagrama del Dulce melos de Henri Arnaut de Zwolle

La primera font escrita coneguda on es parla explícitament del dulcimer data de l'any 1466, i es troba en un tractat manuscrit en llatí on Henri Arnaut de Zwolle parla de tres tipus de dulce melos. El primer d'ells és un dulcimer similar al que coneixem avui en dia el qual, segons el manuscrit, podia ser tant percudit amb dos pals com pinçat amb les mans. El segon model consta de dotze cordes dobles percudides per diversos martells que són accionats a través d'un teclat. Totes les cordes passen a través de quatre ponts paral·lels disposats en la proporció 4:2:1, causant així un registre de tres octaves cromàtiques. La disposició en paral·lel dels ponts provocava que, estant les cordes agudes amb una alta tensió, les cordes greus, per a no estar excessivament destenses, haguessin de ser més gruixudes, provocant així una gran pèrdua de qualitat sonora. El tercer tipus que menciona Arnaut soluciona aquest problema disposant els ponts de manera obliqua, però a canvi, però la proporció entre les cordes més greus i les més agudes és de 1:1·3, i no de 1:2, que donaria una octava perfecta.
Carl Sachs, en el seu llibre The History of Musical Instruments, també parla d'aquest instrument de teclat el qual, segons el manuscrit d'Arnaut, "Derivava d'una cítara percudida amb dues baquetes a la qual els anglesos anomenaven dulcimer". De fet, els models amb teclat del dulce melos utilitzen un sistema de ponts molt similar a l'usat en el pont agut dels dulcimers tot i que, en lloc d'estar disposats en proporció de quinta, es troben en interval d'octava.
És interessant veure com les fonts parlen d'un dulcimer amb dos ponts (agut i greu) i no del model més simple d'un sol pont (agut), tot i que els dos varen ser usats durant la segona meitat del segle.